# 父親金正日和我
《父親金正日和我》（日語：父・金正日と私）是一本記錄前朝鮮勞動黨總書記金正日及其長子金正男的紀實作品。該書由日本《東京新聞》編輯五味洋治撰寫，文藝春秋出版，內容多取自他與金正男的訪談及电子邮件信件往來。由於其紀實性與敏感性，暫不會在朝鲜出版。但文藝春秋認為，時值金正日去世、朝鲜受到世界關注的情況下，金正男的「聲音」顯得意義重大。
該書從金正男視角出發，內容涉及到金正日與金正男對朝鲜三代世袭的態度、金正男被父親金正日疏遠的過程，以及對同父異母弟弟、現任領導人金正恩的看法。
本書中文版於2012年4月由香港新世紀出版社出版，書名《父親金正日與我: 金正男獨家告白》。